# Mana Iwabuchi
Mana Iwabuchi (岩渕 真奈 Iwabuchi Mana?), född 18 mars 1993 i Tokyo i Japan, är en japansk fotbollsspelare som spelar för engelska Arsenal.

## Klubbkarriär
Den 26 maj 2021 värvades Iwabuchi av engelska Arsenal.

## Landslagskarriär
Iwabuchi tog OS-silver i damfotbollsturneringen vid de olympiska fotbollsturneringarna 2012 i London. Hon har totalt spelat 81 landskamper och gjort 36 mål för det japanska landslaget.